# SCE-200
SCE-200은 인도 ISRO가 개발중인 추력 200톤급 등유/액체산소 로켓 엔진이다.

## 역사
2005년 6월 2일, 인도는 우크라이나와 우주개발협정을 체결했다.
우크라이나는 RD-810 엔진 설계도를 인도에 팔았으며, 인도는 이를 바탕으로 SCE-200을 개발중이다.
1970년대 프랑스에서 설계도를 받아 개발한 비카스 (로켓 엔진) 이후로, 인도가 대추력 로켓 엔진을 개발하기는 이번이 2번째이다. 비카스 (로켓 엔진)이 최초이자 유일한 대추력 가스발생기 사이클 엔진인데, SCE-200은 최초의 대추력 단계식 연소 사이클 엔진이다.
2013년 한국이 발사한 나로호의 1단 엔진은 추력 200톤급 러시아 RD-191 엔진의 출력을 줄인 것이다. 즉, 인도가 나로호 메인 엔진을 우크라이나에서 설계도를 구입해, 독자 개발중이다.
우크라이나가 구소련 해체 후 독립국가가 되었다가, 최근 친미를 선언하면서 러시아와 관계가 악화되어 2014년 크림반도 위기의 전쟁까지 치렀으며, 러시아 RD-191 엔진과 똑같은 RD-810 엔진을 우크라이나가 독자 생산하게 되었다. 우크라이나의 로켓 엔진 설계사인 유즈노예와 제작사인 유즈마쉬는 모두 우크라이나 동부에 위치해 있으며, 러시아어를 쓰는 러시아계 우크라이나인들이 사는 곳이다.
인도는 매년 새로운 무기 구입의 60% 이상을 러시아제로 구매하고 있다.

## 인도의 로켓 엔진
- CE-7.5, 추력 7.5톤, 액체수소/액체산소
- CE-20, 추력 20톤, 액체수소/액체산소
- SCE-200, 추력 200톤, 등유/액체산소
- PS4, 추력 7.6톤, UDMH/사산화이질소
- 비카스 (로켓 엔진), 추력 80톤, UDMH/사산화이질소
- S7, 추력 7톤, 고체연료
- S9, 추력 9톤, 고체연료
- S12, 추력 12톤, 고체연료
- S139, 추력 480톤, 고체연료
- S200, 추력 525톤, 고체연료

## 같이 보기
- RLV–TD
- RD-120
- RD-810
- RD-170